# Гуселітово
Гуселі́тово (рос. Гуселетово) — село у складі Романовського району Алтайського краю, Росія. Адміністративний центр та єдиний населений пункт Гуселітовської сільської ради.

## Населення
Населення — 955 осіб (2010; 1111 у 2002).
Національний склад (станом на 2002 рік):
- росіяни — 93 %